# 布吕内
布吕内（法語：Brunet，法語發音：[bʁynɛ]）是法国上普罗旺斯阿尔卑斯省的一个市镇，属于迪涅莱班区。

## 地理
布吕内（43°53'29"N, 6°1'49"E）面积28.47 平方千米，位于法国普罗旺斯-阿尔卑斯-蓝色海岸大区上普罗旺斯阿尔卑斯省，该省份为法国东南部内陆省份，北起上阿尔卑斯省，西接沃克吕兹省，西北接德龙省，南至瓦尔省，东临滨海阿尔卑斯省，东北部与意大利接壤。
与布吕内接壤的市镇（或旧市镇、城区）包括：勒卡斯泰莱、昂特勒韦讷、皮穆瓦松、里耶兹、圣于连达斯、瓦朗索勒。

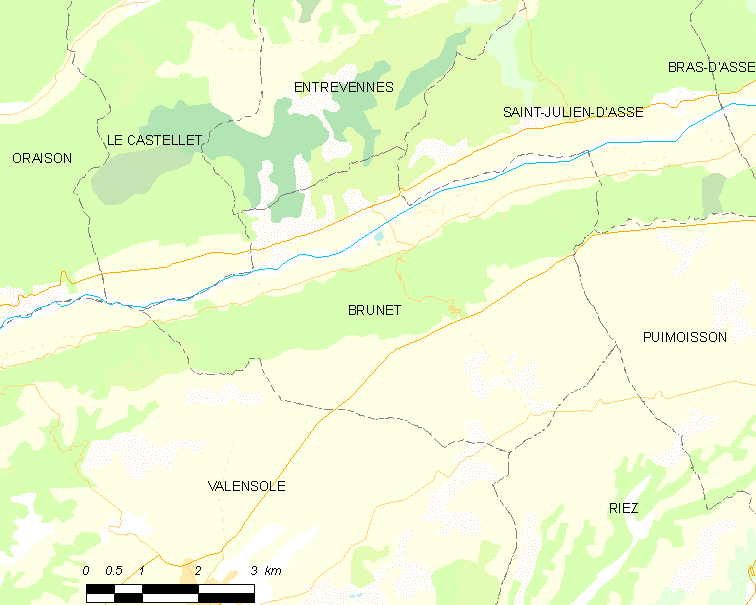
布吕内的OSM定位图

布吕内的时区为UTC+01:00、UTC+02:00（夏令时）。

## 行政
布吕内的邮政编码为04210，INSEE市镇编码为04035。

## 政治
布吕内所属的省级选区为瓦朗索勒县。

## 人口

1962-2008年间布吕内人口变化图示

布吕内于2022年1月1日时的人口数量为293人。